# 9 فبراير
- السبت
- الأحد
- الاثنين
- الثلاثاء
- الأربعاء
- الخميس
- الجمعة

- 12 شعبان 1446  هـ
- 23 شعبان 1446  هـ
- 34 شعبان 1446  هـ
- 45 شعبان 1446  هـ
- 56 شعبان 1446  هـ
- 67 شعبان 1446  هـ
- 78 شعبان 1446  هـ
- 89 شعبان 1446  هـ
- 910 شعبان 1446  هـ
- 1011 شعبان 1446  هـ
- 1112 شعبان 1446  هـ
- 1213 شعبان 1446  هـ
- 1314 شعبان 1446  هـ
- 1415 شعبان 1446  هـ
- 1516 شعبان 1446  هـ
- 1617 شعبان 1446  هـ
- 1718 شعبان 1446  هـ
- 1819 شعبان 1446  هـ
- 1920 شعبان 1446  هـ
- 2021 شعبان 1446  هـ
- 2122 شعبان 1446  هـ
- 2223 شعبان 1446  هـ
- 2324 شعبان 1446  هـ
- 2425 شعبان 1446  هـ
- 2526 شعبان 1446  هـ
- 2627 شعبان 1446  هـ
- 2728 شعبان 1446  هـ
- 2829 شعبان 1446  هـ

9 فبراير أو 9 شُباط أو يوم 9\2 (اليوم التاسع من الشهر الثاني) هو اليوم الأربعون (40) من السنة وفقًا للتقويم الميلادي الغربي (الغريغوري). يبقى بعده 325 يومًا لانتهاء السنة، أو 326 يومًا في السنوات الكبيسة.

## أحداث
- 1825 - مجلس النواب الأمريكي يصوت على انتخاب جون كوينسي آدامز رئيسًا الولايات المتحدة وذلك بسبب عدم حصول أي مرشح رئاسي على أغلبية الأصوات، وكان آدامز قد حصل على أصوات أقل بقليل من أندرو جاكسون بالانتخابات العامة.
- 1946 -
  - وقوع حادثة كوبري عباس حيث خرج آلاف الطلاب في مظاهرة من جامعة الملك فؤاد الأول إلى قصر عابدين للمطالبة بجلاء الإنجليز وقطع المفاوضات، وقامت الشرطة المصرية بفتح «كوبري عباس» بأمر من رئيس الوزراء وزير الداخلية محمود فهمي النقراشي عندما كان يمر من فوقه الطلبة، وأدى ذلك إلى تساقطهم في نهر النيل ووفاتهم غرقًا وإلقاء القبض على من نجى منهم.
  - وفاة رئيس الديوان الملكي في مصر أحمد حسنين باشا وذلك نتيجة حادث سيارة فوق كوبري قصر النيل.
- 1959 - الإعلان عن الدستور الكوبي.
- 1963 - إعدام رئيس وزراء العراق عبد الكريم قاسم بعد يوم من الإطاحة به وإجراء محاكمة سريعة له.
- 1964 - أول ظهور علني لفرقة الروك البيتلز في برنامج أيد سوليفان.
- 1971 - عودة مركبة الفضاء أبولو 14 إلى الأرض بعد هبوطها على سطح القمر.
- 1977 - مقتل الملكة علياء قرينة الملك حسين عاهل الأردن بسقوط المروحية التي تقلها أثناء رحلتها التفقدية لجنوب الأردن.
- 1979 - انتخاب الشاذلي بن جديد رئيسًا للجزائر.
- 1992 - إعلان حالة الطوارئ في الجزائر بعد الأزمة السياسية فيها.
- 2001 - الغواصة الأمريكية «غرينفيل» تصطدم بسفينة يابانية مما يؤدي إلى غرقها.
- 2004 - مجموعة من المتطرفين اليهود تقوم بتحطيم أعمدة رخامية أثرية بالقرب من المتحف الإسلامي داخل ساحة المسجد الأقصى يعود تاريخها إلى العصور الإسلامية الأولى.
- 2016 - مقتل 9 أشخاص وإصابة أكثر من 100 آخرين في حادث تصادم قطارين بولاية بافاريا في جنوب ألمانيا.
- 2018 - انطلاق الألعاب الأولمبية الشتوية 2018 في بيونغتشانغ، كوريا الجنوبية.
- 2020 - الفيلم الكوري طفيلي يفوز بأوسكار أفضل فيلم، خواكين فينيكس أفضل ممثل، رينيه زيلويغر أفضل ممثلة، وذلك ضمن حفل توزيع جوائز الأوسكار الثاني والتسعين.
- 2021 - وصول مسبار الأمل إلى كوكب المريخ .
- 2025 - سلسلة من حملات المقاطعة ضد متاجر التجزئة في عدة بلدان في جنوب شرق أوروبا بسبب ارتفاع الأسعار، وانخفاض مستوى الدخل.

## مواليد
- 1773 - ويليام هنري هاريسون، رئيس الولايات المتحدة التاسع.
- 1830 - عبد العزيز الأول، سلطان عثماني.
- 1846 - فيلهلم مايباخ، رجل أعمال ومصمم سيارات ألماني.
- 1867 - ناتسومه صوسيكي، روائي ياباني.
- 1912 - رودولف فيتلاسيل، لاعب ومدرب كرة قدم تشيكوسلوفاكي / نمساوي.
- 1916 - علي المرهون، فقيه وكاتب وشاعر سعودي.
- 1920 - تماضر توفيق، إعلامية مصرية.
- 1928 - رينوس ميتشيلز، لاعب ومدرب كرة قدم هولندي.
- 1930 - رفيق السبيعي، ممثل سوري.
- 1931 - يوسيف ماسوبست، لاعب ومدرب كرة قدم تشيكي.
- 1933 - فتحي يكن، داعية إسلامي وسياسي لبناني.
- 1940 - ناجي جبر، ممثل سوري.
- 1941 - عصام عبه جي، ممثل سوري.
- 1942 - منى واصف، ممثلة سورية.
- 1943 - جوزيف ستيجلز، اقتصادي أمريكي حاصل على جائزة نوبل في العلوم الاقتصادية عام 2001.
- 1945 - مايا فارو، ممثلة أمريكية.
- 1946 - مريم الصالح، ممثلة كويتية.
- 1955 - ماغي وايلدروتر، رئيس مجلس الإدارة والرئيس التنفيذي لشركة فورنتير للاتصالات.
- 1956 - نبيل فاروق، كاتب مصري.
- 1958 - أمريتا سينج، ممثلة هندية.
- 1959 - علي بونغو أونديمبا، رئيس الغابون.
- 1969 - كاتيا مندلق، إعلامية لبنانية.
- 1971 - يوهان مجالبي، لاعب كرة قدم سويدي.
- 1973 - زين العمر، مغني لبناني.
- 1978 - كفاح الخوص، ممثل سوري.
- 1979 - زانج زيي، ممثلة صينية.
- 1980 - أنجيلوس خاريستياس، لاعب كرة قدم يوناني.
- 1981 - الجوهرة، ممثلة كويتية.
- 1985 - لياندرو غريمي، لاعب كرة قدم أرجنتيني.
- 1990 - نيكول فاريا، عارضة أزياء هندية.

## وفيات
- 967 - سيف الدولة الحمداني، أبرز أمراء الدولة الحمدانية.
- 1640 - مراد الرابع، السلطان العثماني الثامن عشر.
- 1881 - فيودور دوستويفسكي، كاتب روسي.
- 1939 - محمد بن على الحداد الحسيني، فقيه مالكي وقارئ المصري.
- 1946 - أحمد حسنين باشا، رئيس الديوان الملكي المصري.
- 1960 - أبو الحسن فروغي، أكاديمي وسياسي ومؤلف إيراني.
- 1963 - عبد الكريم قاسم، رئيس وزراء العراق.
- 1976 - بيرسي فايت، موسيقي أمريكي.
- 1977 - الملكة علياء، زوجة الملك حسين بن طلال عاهل الأردن.
- 1980 - مرسي جميل عزيز، شاعر مصري.
- 1989

أوسامو تيزوكا، رسام مانغا ياباني.
أنور الفطايري، سياسي لبناني.
- 1994 - هوارد تيمن، عالم وراثة أمريكي حاصل على جائزة نوبل في الطب عام 1975.
- 1996 - عادل أدهم، ممثل مصري.
- 2001 - هيربرت سيمون، اقتصادي أمريكي حاصل على جائزة نوبل في العلوم الاقتصادية عام 1978.
- 2002 -
  - الأميرة مارجريت، كونتيسة سنودون.
  - عنتر زوابري، أمير الجماعة الإسلامية المسلحة في الجزائر.
- 2008 - نزيه خير، شاعر عربي إسرائيلي.
- 2009 - عبد الخالق المختار، ممثل عراقي.
- 2011 - فضل عباس، رجل دين أردني.
- 2016 - عيسى الجساس، لاعب وحكم كرة قدم دولي كويتي.
- 2021 -
  - عبد الرحمن يغمور، مذيع وممثل ومخرج إذاعي سعودي.
  - ميشال ثابت، ممثل لبناني.
  - راجيف كابور، ممثل هندي.
  - كريم دباح، فنان تشكيلي فلسطيني

## أعياد ومناسبات
- عيد القديس مارون.

## وصلات خارجية
- وكالة الأنباء القطريَّة: حدث في مثل هذا اليوم.
- النيويورك تايمز: حدث في مثل هذا اليوم.
- BBC: حدث في مثل هذا اليوم.